# シキサイ
「シキサイ」は、Qwaiのインディーズアルバム。

## 解説
インディーズレーベルから自身初となる全国流通された1stアルバム。
11月度山梨県内総合アルバムセールスチャート2位を獲得。

## 収録曲
全曲　作詞/作曲/編曲：Qwai
1. ハイタウン
2. 未来地図
3. 雨
4. 砂時計
5. 秋唄
6. アルペジオ
7. サクラ
8. 午前一時、空
9. ラストサマー
10. 手紙